# Blaberinae
Blaberinae es una subfamilia de insectos blatodeos de la familia Blaberidae. Esta subfamilia comprende 23 géneros y 223 especies de distribución marcadamente concentrada en América del Sur.

## Géneros
Los 23 géneros de la subfamilia Blaberinae son los siguientes:
- Archimandrita
- Aspiduchus
- Bionoblatta
- Blaberus
- Blaptica
- Byrsotria
- Eublaberus
- Hemiblabera
- Hiereoblatta
- Hormetica
- Hyporhicnoda
- Lucihormetica
- Minablatta
- Monachoda
- Monastria
- Neorhicnoda
- Oxycercus
- Paradicta
- Parahormetica
- Petasodes
- Phoetalia
- Sibylloblatta
- Styphon

Los taxones con mayor número de especies son Blaberus (19), Blaptica (17) y Hormetica (15). 